# Żarów (województwo opolskie)
Żarów – wieś w Polsce położona w województwie opolskim, w powiecie brzeskim, w gminie Grodków.
W latach 1975–1998 miejscowość należała administracyjnie do województwa opolskiego.
Jest to najmniejsze sołectwo należące do Gminy Grodków. Mieszka tam 30 osób. Dojechać tam można drogą wojewódzką NR 401 w kierunku Nysy, skręcając w prawo w miejscowości Stary Grodków.
W 1879 r. wybudowano tu kaplicę pw. Matki Boskiej Wspomożenia Wiernych. Podobno istniał tam kiedyś pałac Kyrta Habela, którego pasją była hodowla koni.

## Szlaki turystyczne
- Nowina - Rozdroże pod Mlecznikiem - Raczyce - Henryków - Skalice - Skalickie Skałki - Skrzyżowanie nad Zuzanką - Bożnowice - Ostrężna - Miłocice - Gromnik - Jegłowa - Żeleźnik - Wawrzyszów - Grodków - Żarów - Starowice Dolne - Strzegów - Rogów - Samborowice - Szklary - Wilemowice leśniczówka - Biskupi Las - Dębowiec - Ziębice[5]